# Arawacus aetolus
Arawacus aetolus är en fjärilsart som beskrevs av Pieter Cramer 1782. Arawacus aetolus ingår i släktet Arawacus och familjen juvelvingar. Inga underarter finns listade i Catalogue of Life.

## Bildgalleri

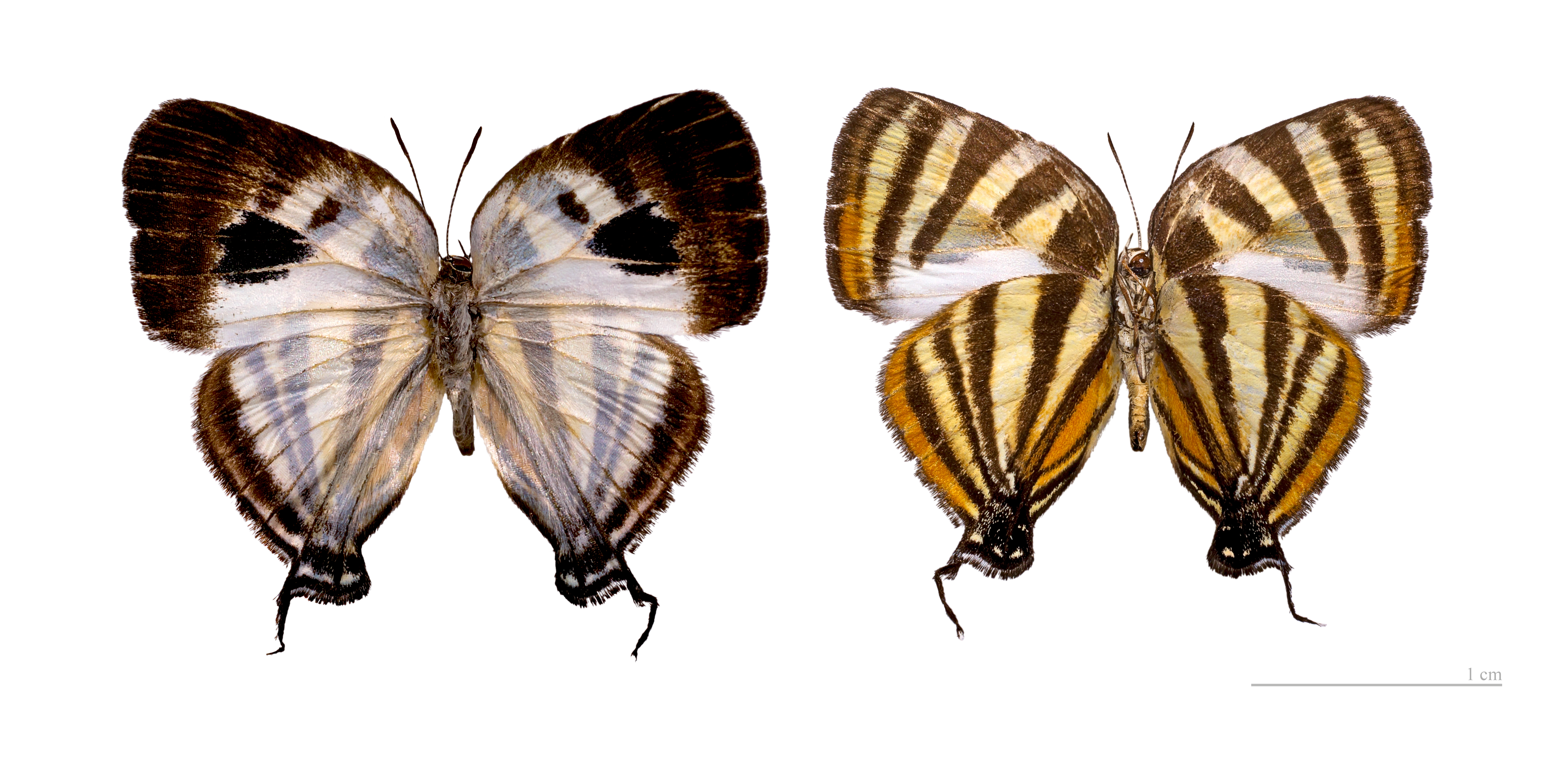
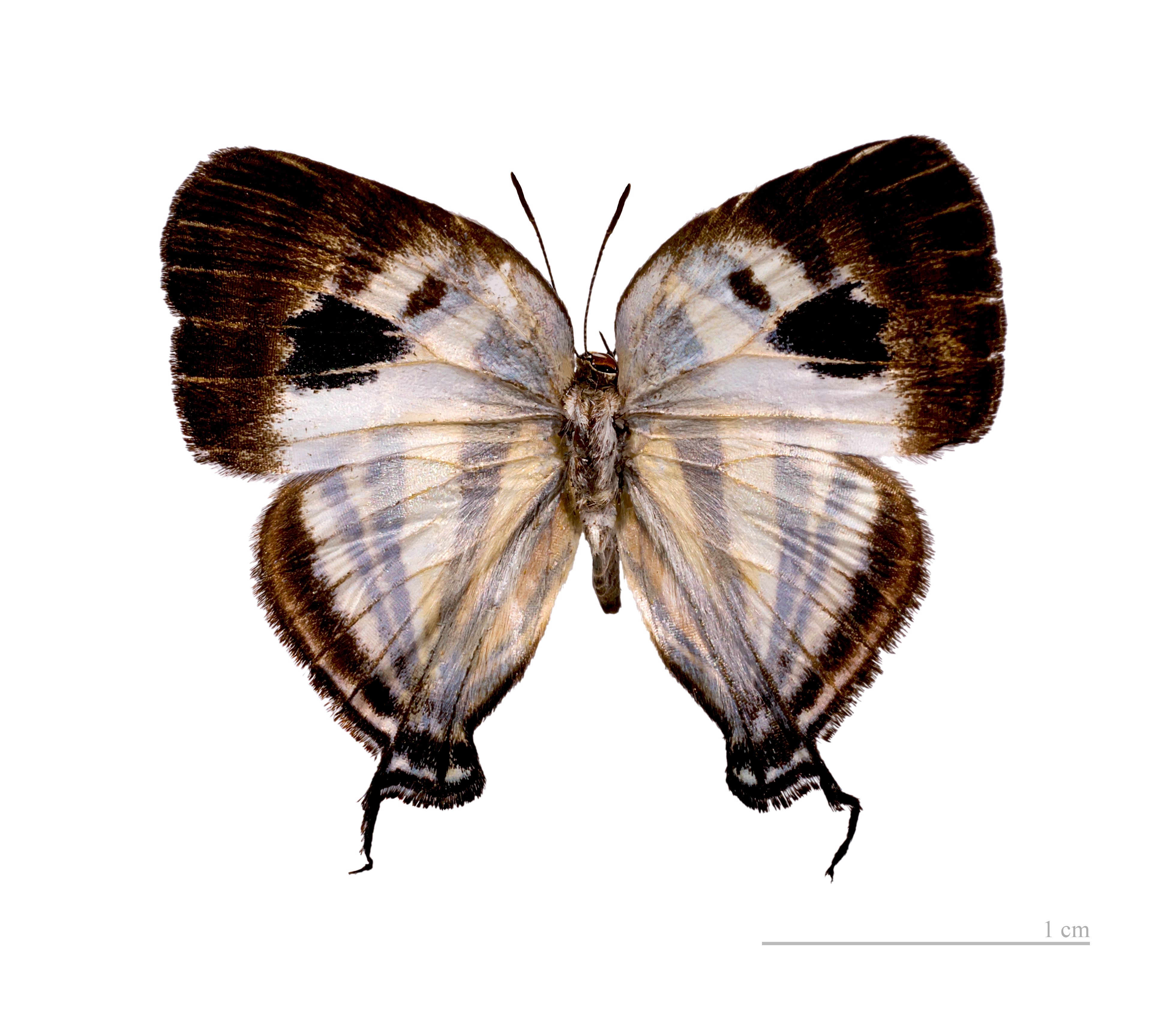
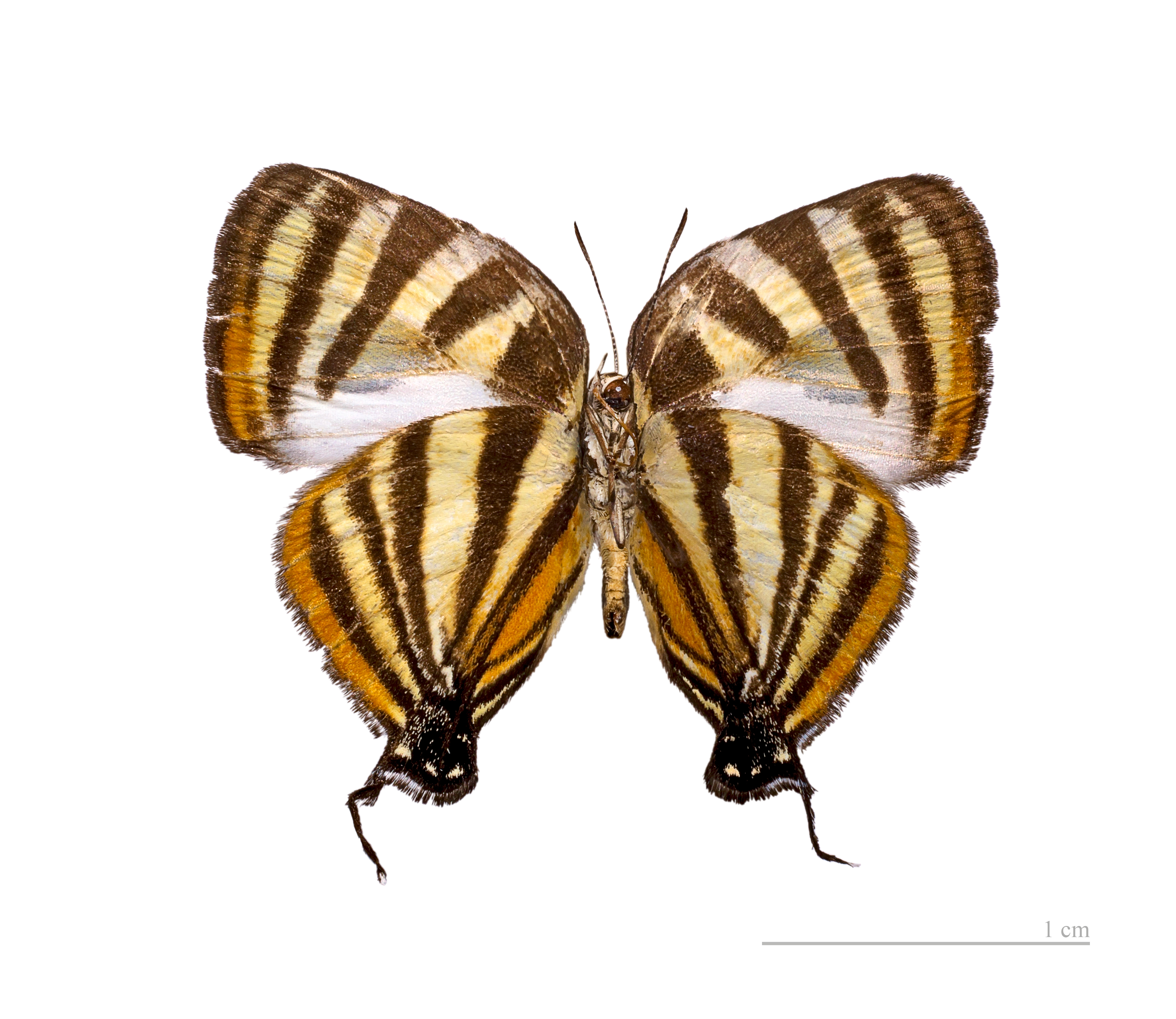
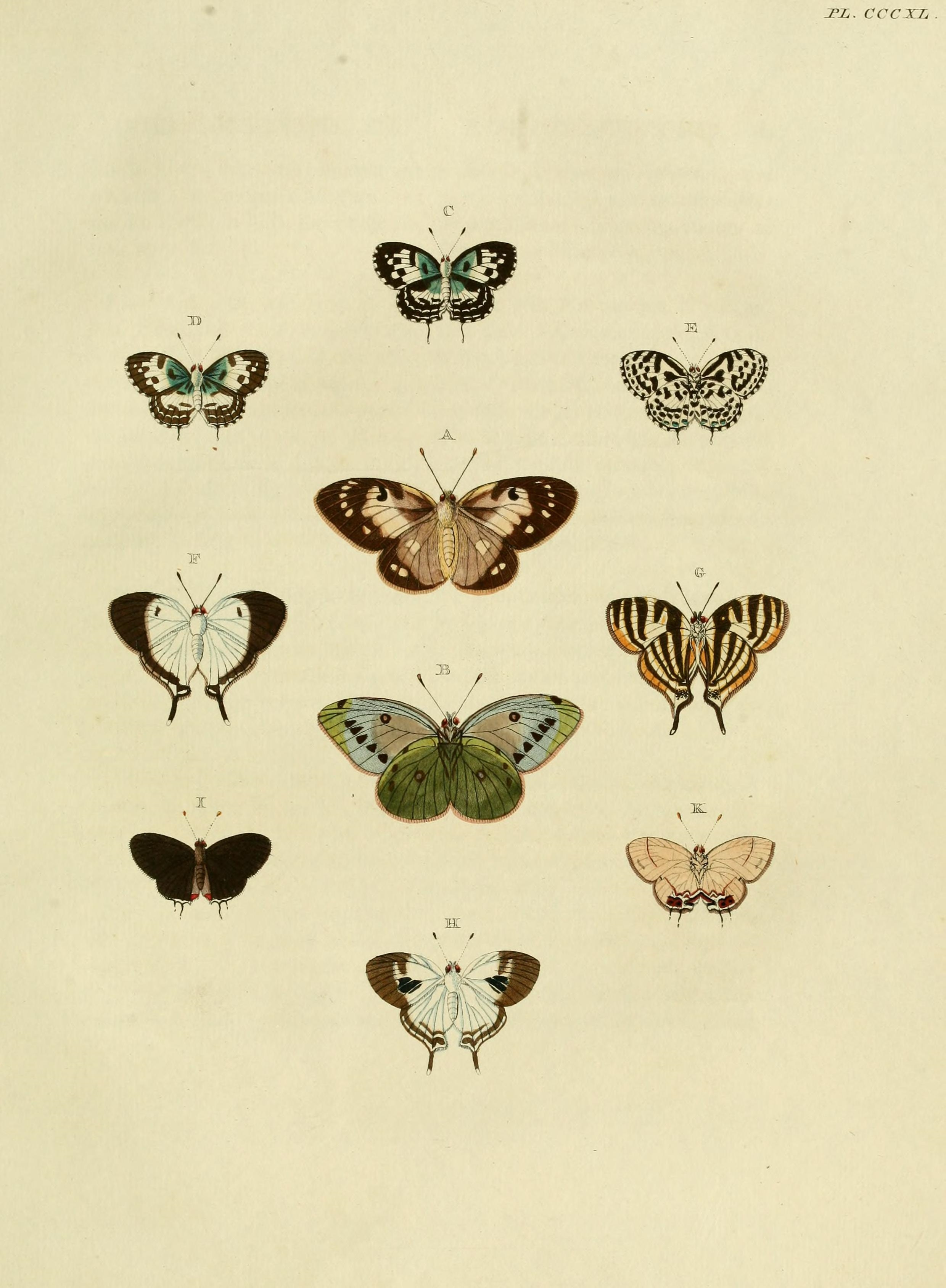
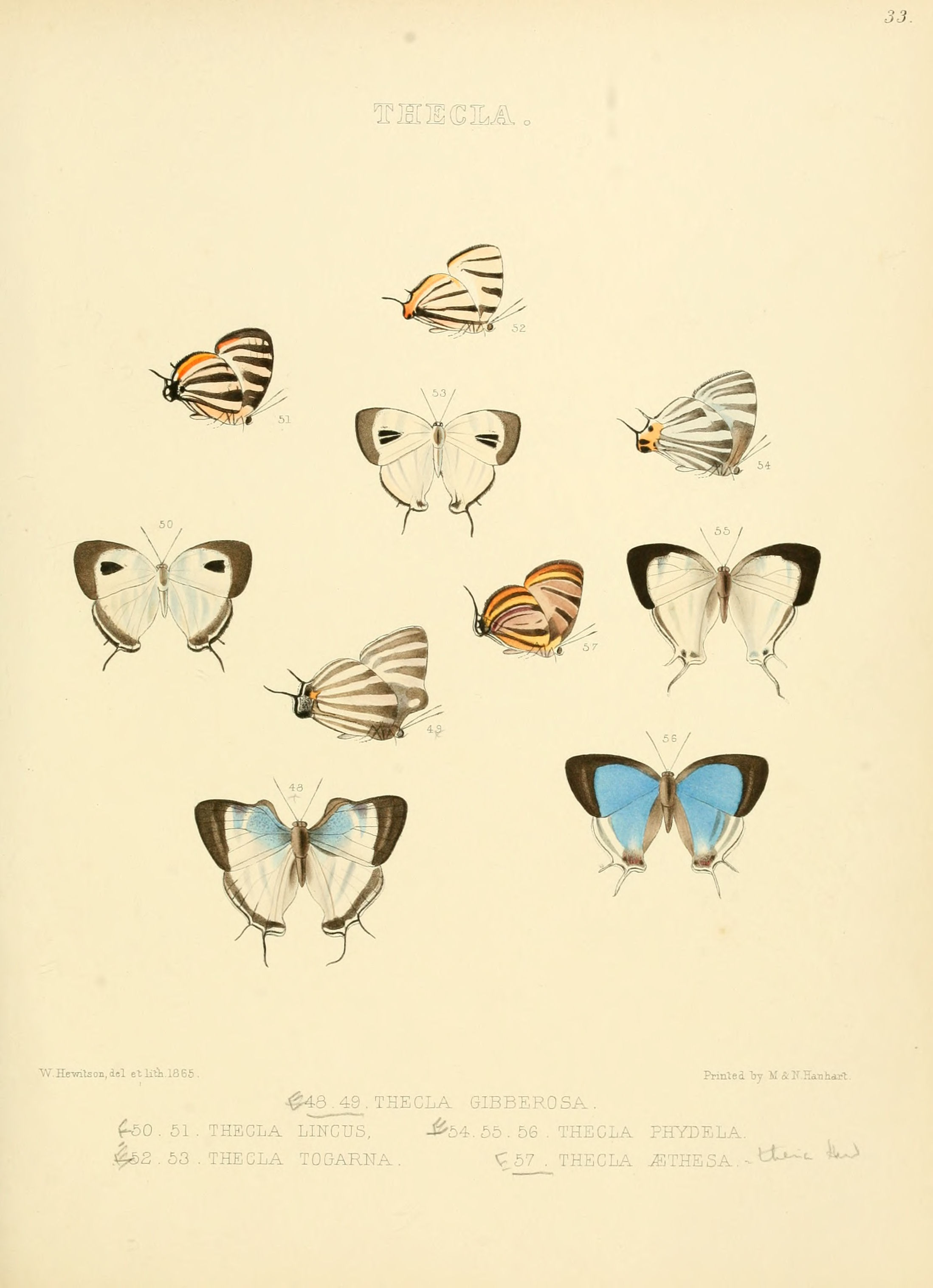